# Dirección General de Seguridad
La Dirección General de Seguridad (DGS) fue un organismo español dependiente del Ministerio de Gobernación y responsable de la política de orden público en todo el territorio nacional de España.
El organismo fue renombrado brevemente como Dirección General de Orden Público entre 1921 y 1923, año en que recuperó su designación original. Finalizada la guerra civil española, el organismo incrementó su papel de control del orden público durante la Dictadura de Franco, convirtiéndose en uno de los resortes principales de la represión franquista. Fue suprimida en 1979 al asumir sus funciones la actual Dirección General de la Policía.

## Historia

### Orígenes y creación
El 24 de marzo de 1858 ya se creó una Dirección General de Seguridad y de Orden Público, siendo nombrado para el cargo Manuel Ruiz del Cerro. No obstante, este organismo tendría una existencia muy corta, y en octubre de ese año fue disuelto.
En 1886 se volvió a crear una Dirección General de Seguridad, dependiente del Ministerio de Gobernación, que centralizara todos los servicios policiales y cuerpos de seguridad existentes en la época. Como primer director general de Seguridad fue nombrado el mariscal Antonio Dabán y Ramírez de Arellano. El organismo fue suprimido en julio de 1888, aunque volvería a ser creado nuevamente a finales de 1912. A partir de entonces, el nuevo organismo se convirtió en un importante resorte de las políticas gubernamentales de orden público.
Entre junio de 1921 y noviembre de 1923 el organismo fue denominado «Dirección General de Orden Público», recuperando luego su denominación original.

### Guerra civil española
Tras el comienzo de la Guerra civil, la DGS quedó bajo control republicano, pero se vio impotente para controlar los paseos, checas y otros "actos incontrolados" que se hicieron habituales en los primeros meses. En aquellos días de julio el director de Seguridad Alonso Mallol se vio horrorizado por aquella situación y no fue capaz de ponerle freno eficazmente. En este contexto, hay que señalar un hecho que no es de menor importancia: durante los primeros días de la contienda, grupos de anarquistas y de otras facciones se hicieron con el control de numerosas fichas policiales y expedientes personales pertenecientes a los archivos del Ministerio de la Gobernación. A finales de julio de 1936, Manuel Muñoz Martínez fue nombrado al frente de la DGS. Su labor al frente de la misma hizo que se le acusase de pasividad o implicación en los asesinatos de la Cárcel Modelo de Madrid y las matanzas de Paracuellos. Sin embargo, su implicación en Paracuellos ha sido desmentida por algunos historiadores como Ian Gibson, que recuerda que para entonces la DGS existía más sobre el papel que en la realidad:

Manuel Muñoz Martínez, director general de Seguridad, había abandonado Madrid en la noche del 6 de noviembre, siendo asumido su puesto por el subdirector, Vicente Girauta Linares. Al irse el Gobierno a Valencia, la Dirección General de Seguridad, como tal, desapareció prácticamente como entidad policial madrileña y, a partir de entonces, todos sus efectivos, servicios, etc., pasaron a depender de la Consejería de Orden Público de la Junta de Defensa...
Gibson (2005)

Tras los llamados "Sucesos de Mayo" en Cataluña, la DGS se hizo cargo de la represión sobre los grupos insurrectos y, en particular, sobre el pequeño Partido Obrero de Unificación Marxista (POUM), labor de la que se encargó Ricardo Burillo Stholle como jefe superior de Seguridad en Barcelona.

### Dictadura franquista
Tras el final de la guerra civil y el establecimiento de la Dictadura franquista, ésta reorganizó profundamente la DGS con la concentración de numerosos servicios bajo su control directo e incrementando con ello su poder. La política del bando vencedor distaba mucho de la reconciliación nacional y se basaba enteramente en la visión de victoria sobre los vencidos. La nueva Ley para la Seguridad del Estado terminó de remarcar este nuevo carácter de la DGS.

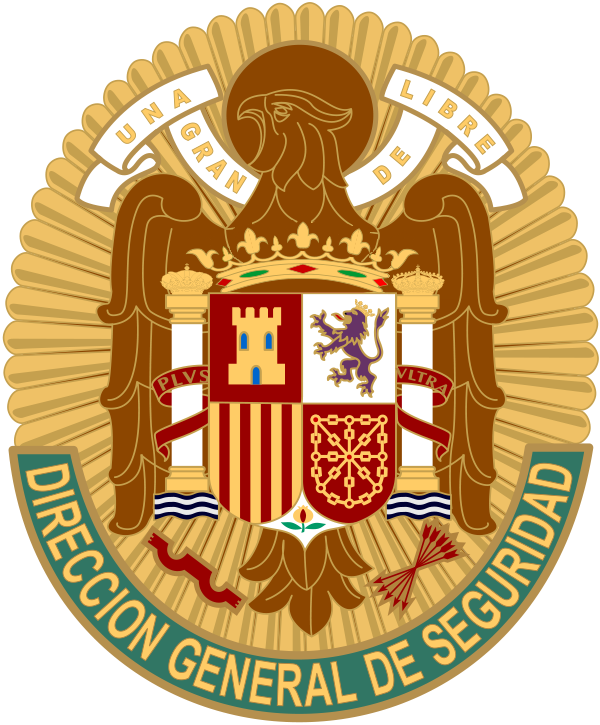
Emblema del Cuerpo General de Policía (1942).

José Ungría Jiménez fue nombrado nuevo director general inmediatamente después del final de la guerra, y José Finat y Escrivá de Romaní a continuación de él. De hecho, Escrivá de Romaní destacará por su durísima represión e incluso llegó a invitar a Heinrich Himmler para que visitara Madrid, con la idea de establecer una colaboración policial con la Gestapo. Su última decisión como director general de Seguridad fue poner en marcha el llamado "Archivo Judaico", un conjunto de documentos elaborados por los gobiernos civiles para fichar y tener controlados a los judíos residentes en España, unos 6000. Con la ocupación alemana de Francia en 1940, la Policía franquista estableció en el país galo una red de agentes con el objetivo de perseguir o detener a los dirigentes de la República española en el exilio. Uno de aquellos policías era Pedro Urraca Rendueles, conocido por ser uno de los jefes de la red y por sus métodos. Desde el comienzo, contaron con el apoyo de las autoridades de la Francia de Vichy y la Gestapo alemana. Así, rápidamente cayeron numerosos líderes y personalidades destacadas del antiguo bando republicano. Entre otros fueron detenidos el exministro de Gobernación Julián Zugazagoitia o el presidente de la Generalidad Lluis Companys, el exministro Juan Peiró o uno de los antiguos Directores de la DGS en época republicana, Manuel Muñoz Martínez.
A partir de 1941, la DGS tuvo encomendada la tarea de vigilancia de la moral pública y el cumplimiento de las reglas impuestas a partir de las directivas sobre conducta y vestimenta elaboradas por la Iglesia católica. Durante el periodo veraniego especialmente, la DGS informaba sobre dichas instrucciones (quedaba prohibido «el uso de prendas de baño indecorosas», debiendo cubrir pecho y espalda y con uso obligatorio de faldas para las mujeres y pantalón de deporte para los hombres) e imponía multas «a los que no observen comportamientos acordes con la moral exigida».
Su sede, que para esta época estaba situada en la Real Casa de Correos de la famosa Puerta del Sol (Madrid), se hizo famosa como centro de torturas, con conocidos casos como los del dirigente comunista Julián Grimau, el presidente Companys, o del dirigente socialista Tomás Centeno, este último muerto en extrañas circunstancias en las dependencias de la Dirección General. La etapa de Carlos Arias Navarro como director general, bajo el ministerio de Camilo Alonso Vega, fue especialmente destacada por la represión. El Cuerpo General de Policía también tenía oficinas en la Puerta del Sol, incluyendo las de la Brigada Político-Social.
El 13 de septiembre de 1974, la organización armada ETA-V Asamblea perpetró el llamado atentado de la Calle del Correo mediante la colocación de una potente bomba en la próxima cafetería Rolando. El objetivo lo constituían los numerosos policías que habitualmente visitaban el establecimiento, pero entre los trece muertos que provocó la explosión, sólo uno resultó ser policía. ETA nunca se atrevió a reivindicar el atentado.

### Desaparición
Tras la muerte de Franco y el comienzo de la Transición, en 1978 la DGS fue reorganizada orgánicamente para adaptarla a la realidad de la época. En 1979 el organismo fue suprimido, convirtiéndose así en la actual Dirección General de la Policía.

## Directores generales de Seguridad
| Periodo                               | Inicio                   | Finalización             | Nombre                           | Partido           |
| ------------------------------------- | ------------------------ | ------------------------ | -------------------------------- | ----------------- |
| Reinado de Alfonso XIII (1902-1931)   | 27 de noviembre de 1912  | 5 de diciembre de 1916   | Ramón Méndez Alanís              |                   |
| Reinado de Alfonso XIII (1902-1931)   | 5 de enero de 1916       | 18 de abril de 1919      | Manuel de la Barrera y Caro      | Militar           |
| Reinado de Alfonso XIII (1902-1931)   | 18 de abril de 1919      | 20 de abril de 1921      | Fernando de Torres Almunia       |                   |
| Reinado de Alfonso XIII (1902-1931)   | 20 de abril de 1921      | 8 de diciembre de 1922   | Millán Millán de Priego y Bedmar |                   |
| Reinado de Alfonso XIII (1902-1931)   | 8 de diciembre de 1922   | 27 de septiembre de 1923 | Carlos Blanco Pérez              | Militar           |
| Reinado de Alfonso XIII (1902-1931)   | 27 de septiembre de 1923 | 29 de enero de 1924      | Miguel Arlegui Bayonés           | Militar           |
| Reinado de Alfonso XIII (1902-1931)   | 6 de febrero de 1924     | 12 de abril de 1925      | José González Hernández          | Militar           |
| Reinado de Alfonso XIII (1902-1931)   | 12 de abril de 1925      | 13 de febrero de 1930    | Pedro Bazán Esteban              | Militar           |
| Reinado de Alfonso XIII (1902-1931)   | 13 de febrero de 1930    | 15 de abril de 1931      | Emilio Mola                      | Militar           |
| Segunda República (1931-1939)         | 15 de abril de 1931      | 14 de mayo de 1931       | Carlos Blanco Pérez              | Militar           |
| Segunda República (1931-1939)         | 14 de mayo de 1931       | 18 de diciembre de 1931  | Ángel Galarza Gago               | PRRS              |
| Segunda República (1931-1939)         | 18 de diciembre de 1931  | 4 de marzo de 1932       | Ricardo Herráiz Esteve           |                   |
| Segunda República (1931-1939)         | 4 de marzo de 1932       | 6 de marzo de 1933       | Arturo Menéndez López            | Militar           |
| Segunda República (1931-1939)         | 6 de marzo de 1933       | 14 de septiembre de 1933 | Manuel Andrés Casaus             | AR                |
| Segunda República (1931-1939)         | 14 de septiembre de 1933 | 1 de junio de 1935       | José Valdivia y Garci-Borrón     | Militar           |
| Segunda República (1931-1939)         | 6 de noviembre de 1935   | 19 de diciembre de 1935  | José Gardoqui Urdanibia          | Militar           |
| Segunda República (1931-1939)         | 19 de diciembre de 1935  | 22 de febrero de 1936    | Vicente Santiago Hodsson         | Militar           |
| Segunda República (1931-1939)         | 22 de febrero de 1936    | 31 de julio de 1936      | José Alonso Mallol               | IR                |
| Segunda República (1931-1939)         | 31 de julio de 1936      | 31 de diciembre de 1936  | Manuel Muñoz Martínez            | IR                |
| Segunda República (1931-1939)         | 31 de diciembre de 1936  | 20 de mayo de 1937       | Wenceslao Carrillo Alonso        | PSOE              |
| Segunda República (1931-1939)         | 28 de mayo de 1937       | 18 de julio de 1937      | Antonio Ortega Gutiérrez         | Militar           |
| Segunda República (1931-1939)         | 15 de octubre de 1937    | 1 de abril de 1938       | Carlos de Juan Rodríguez         | PSOE              |
| Segunda República (1931-1939)         | 1 de abril de 1938       | 10 de abril de 1938      | Paulino Gómez Saiz               | PSOE              |
| Segunda República (1931-1939)         | 10 de abril de 1938      | 17 de abril de 1938      | Juan Ruiz Olazarán               | PSOE              |
| Segunda República (1931-1939)         | 17 de abril de 1938      | 13 de marzo de 1939      | Eduardo Cuevas de la Peña        | Militar           |
| Segunda República (1931-1939)         | 13 de marzo de 1939      | 29 de marzo de 1939      | Vicente Girauta Linares          | PSOE              |
| Dictadura Franquista (1939-1975)      | 5 de enero de 1939       | 26 de septiembre de 1939 | José Ungría Jiménez              | Militar           |
| Dictadura Franquista (1939-1975)      | 26 de septiembre de 1939 | 10 de mayo de 1941       | José Finat y Escrivá de Romaní   | FET y de las JONS |
| Dictadura Franquista (1939-1975)      | 10 de mayo de 1941       | 30 de junio de 1942      | Gerardo Caballero Olabézar       | Militar           |
| Dictadura Franquista (1939-1975)      | 30 de junio de 1942      | 27 de julio de 1951      | Francisco Rodríguez Martínez     | Militar           |
| Dictadura Franquista (1939-1975)      | 27 de julio de 1951      | 25 de junio de 1957      | Rafael Hierro Martínez           | Militar           |
| Dictadura Franquista (1939-1975)      | 25 de junio de 1957      | 5 de febrero de 1965     | Carlos Arias Navarro             | FET y de las JONS |
| Dictadura Franquista (1939-1975)      | 9 de febrero de 1965     | 1 de noviembre de 1965   | Mariano Tortosa Sobejano         | Militar           |
| Dictadura Franquista (1939-1975)      | 20 de noviembre de 1965  | 1 de febrero de 1974     | Eduardo Blanco Rodríguez         | Militar           |
| Dictadura Franquista (1939-1975)      | 1 de febrero de 1974     | 12 de diciembre de 1975  | Francisco Dueñas Gavilán         | Militar           |
| Reinado de Juan Carlos I (desde 1975) | 12 de diciembre de 1975  | 23 de julio de 1976      | Víctor Castro Sanmartín          | militar           |
| Reinado de Juan Carlos I (desde 1975) | 23 de julio de 1976      | 23 de diciembre de 1976  | Emilio Rodríguez Román           | FET y de las JONS |
| Reinado de Juan Carlos I (desde 1975) | 23 de diciembre de 1976  | 10 de mayo de 1979       | Mariano Nicolás García           | FET y de las JONS |